# Lyduvėnai
Lyduvėnai är en ort i Litauen. Den ligger i den centrala delen av landet, 170 km nordväst om huvudstaden Vilnius. Lyduvėnai ligger 71 meter över havet och antalet invånare är 125.
Terrängen runt Lyduvėnai är huvudsakligen platt. Lyduvėnai ligger nere i en dal. Runt Lyduvėnai är det ganska glesbefolkat, med 28 invånare per kvadratkilometer. Närmaste större samhälle är Raseiniai, 15,7 km söder om Lyduvėnai. Omgivningarna runt Lyduvėnai är en mosaik av jordbruksmark och naturlig växtlighet.